# François-Antoine Larocque (fils)
Pour les articles homonymes, voir Larocque.
Ne doit pas être confondu avec François-Antoine Larocque.
 François-Antoine Larocque , né le 19 août 1784 à L'Assomption et mort le 1er mai 1869 à Saint-Hyacinthe, est un commerçant de fourrures, explorateur et homme d'affaires québécois du XIXe siècle. Il est le fils de François-Antoine Larocque (1753-1792), un homme politique canadien.

## Biographie
Né le 19 août 1784 à L'Assomption, François-Antoine Larocque travaille pour la Compagnie du Nord-Ouest, principalement dans la région d’Assiniboine et avec les Mandans et Hidatsas, sur les rives du Missouri.
Il est le premier explorateur blanc à décrire la rivière Bighorn et son canyon, dans la région du Montana et du Wyoming. Il publie en 1805 un journal de son expédition, Journal of Larocque from the Assiniboine to the Yellowstone. Il croisse l’expédition américaine de Lewis et Clark à laquelle il ne participe pas.
Il meurt le 1er mai 1869 à Saint-Hyacinthe à l'âge de 84 ans.